# Artur Jusupov
Artur Jusupov (* 13. února 1960 Moskva, Sovětský svaz) je německý šachový velmistr, šachový spisovatel a šachový trenér.

## Šachová kariéra
Narodil se dne 13. února v Moskvě v Sovětském svazu, šachy se naučil hrát v šesti letech. Později se stal žákem Michaila Botvinnika, který vyučoval v moskevském Pionýrském paláci. V roce 1977 vyhrál juniorské mistrovství světa a získal tak titul Mezinárodního mistra. Šachovým velmistrem se stal v roce 1980.
Na svém prvním šampionátu SSSR v roce 1979 skončil druhý, a to za Jefimem Gellerem. Jeho dalšími výsledky na mezinárodních turnajích v 80. letech 20. století byly: první místo Esbjergu v roce 1980, první místo v Jerevanu 1982, čtvrté v Linaresu 1983, první místo na Mezipásmovém turnaji v šachu v Tunisu v roce 1985, jako první skončil také na turnaji kandidátů v Montpellier a obsadil třetí místo v 1988 v Linaresu. V roce 1986 vyhrál Otevřené mistrovství Kanady.
Tehdy se snažil kvalifikovat na Mistrovství světa, třikrát se v turnajích kandidátů dostal do semifinále, pokaždé byl však poražen. Poprvé v roce 1986 Andrejem Sokolovem, podruhé v roce 1989 Karpovem, potřetí v roce 1992 Janem Timmanem.
Na počátku 90. let se jednoho dne vrátil do svého moskevského bytu, kde našel zloděje, který ho postřelil. Jusupov však přežil. Brzy poté se rozhodl přestěhovat do Německa, kde zůstal natrvalo.
Mezi jeho další úspěchy patří: první místo v Hamburku v roce 1991, první místo v Amsterdamu v roce 1994 a druhé místo v Horgenu v roce 1994. V této době hrál nejlépe za svou kariéru; jeho Elo dosáhlo 2680. V roce 1996 vyhrál s Rustemem Dautovem šachový šampionát Německa. V roce 2005 vyhrál rapid turnaj v Basileji. V témže roce také vyhrál německý šampionát v Altenkirchenu.
V roce 1999 publikoval knihu o Ruské obraně. V té době byl nejuznávanějším autorem o šachových zahájeních. Jeho kniha toto zahájení zpracovávala velice široce. Byl také uznávaným odborníkem na Laskerovu obranu odmítnutého dámského gambitu.
Alexej Suetin ho popsal jako „hráče s racionálním a pozičním stylem. Chlubí se velkými technickými dovednosti v koncovce a má detailní znalost zahájení, které obvykle hraje. Nejméně ze všech se spoléhá na inspiraci; každý jeho tah je založen na analýze.“
Po celou dobu jeho hráčské kariéry byl jeho trenérem mezinárodní mistr Mark Dvoreckij. Jusupov otevřeně uznává, že pod Dvoreckého vedením dosáhl největších úspěchů. Spolupráce, která se mezi nimi vytvořila vedla k založení vlastní šachové školy. Mezi studenty patřili silní velmistři Pjotr Svidler, Sergej Movsesjan či Vadim Zvjagincev. V roce 2005 mu FIDE udělila titul Senior Trainer (nejvyšší trenérské ocenění).
Byl také častým přispěvatelem do knih Dvoreckého. Mimo to pomáhal Péterovi Lékovi a Višvanáthanu Ánandovi získat titul mistra světa. Je přítelem a tréninkovým společníkem ruského šachového velmistra Sergeje Dolmatova.